# بوبيكون
بوبيكون (بالألمانية: Bubikon) هي إحدى بلديات مقاطعة هينفيل في كانتون زيورخ بسويسرا. تُقدر مساحتها ب11.58 كيلومتر مربع، ويقدر عدد سكانها بـ 7200 نسمة (حسب تعداد ديسمبر 2017).

## أعلام
- هاينريش زانغر